# トマス・トムソン (植物学者)
トマス・トムソン（Thomas Thomson、1817年12月4日 – 1878年4月18日）は、イギリス東インド会社に勤務していたスコットランド出身の外科医で、植物学者。トムソンはジョセフ・ダルトン・フッカーの友人であり、『Flora Indica（インドの植物相）』 の最初の巻の執筆を援助した。

## 生涯
トムソンは、グラスゴーで、グラスゴー大学の化学の教授であった同名の父トマス・トムソンの息子として生まれた。1839年にグラスゴー大学で M.D. の資格を得、1839年12月21日にベンガル軍に外科医助手 (Assistant Surgeon) として配属された。
1839年から1842年にかけての第一次アフガン戦争では、1839年のガズニーの占領に従軍しており、その後、1842年3月にはカズニーで捕虜となったが、同年9月21日に解放された。その後、1845年から1846年にかけての第一次シク戦争に従軍して、フィールーズシャーの戦いに参加し、1848年から1849年にかけての第二次シク戦争にも従軍した。1853年12月1日には、外科医に昇格し、さらに1859年12月21日には外科医少佐 (Surgeon Major) に昇任した。
トムソンは、イギリス東インド会社がカルカッタ（コルカタ）に設けていた植物園（アチャーヤ・ジャガディッシュ・チャンドラ・ボース植物園の前身）の園長となり、チベット遠征隊に博物学者として参加した。
1855年には、王立協会フェローに任じられ、1863年9月25日にそれを退任した。1866年には王立地理学会から金メダル（創立者メダル）を贈られた。
トムソンは、1878年4月18日にイングランドのロンドンで死去した 。